# Арам и Фелиция Ташджиян

Фелиция Ташджиян

Арам Ташджиян (арм. Արամ Թաշճյան, ?—1976) и Фелиция Ташджиян (арм. Ֆելիցյա Թաշճյան, 1907—2000) — армянская супружеская пара, в годы Холокоста в Австрии укрывавшая у себя в доме в Вене еврея Валентина Скидельского. За этот подвиг супруги Ташджиян были признаны израильским Институтом Катастрофы и героизма «Яд ва-Шем» праведниками народов мира.

## История
Фелиция родилась в 1907 году. Со своим мужем Арамом она жила в Вене, в 1934 году у них родилась дочь.
Историк Валентин Скидельский (1901—1980) родился в Тифлисе и жил в Вене как беженец.
В апреле 1942 года Валентина как еврея нацисты отправили в концентрационный лагерь. Скидельскому удалось бежать из поезда. Вернувшись в Вену, он обратился к Фелиции Ташджиян, которую знал через её родственницу.
Фелиция договорилась со знакомым венгром, что тот вывезёт Скидельского из страны в Венгрию. До тех пор супружеская пара прятала его в своём доме. Однако план не был реализован, так как Скидельский чувствовал себя не готовым к опасной поездке. Вместо этого Валентин жил в квартире семьи Ташджиян до самого конца войны.
Однажды при проверке мер по затемнению жилища нацисты увидели Скидельского в гостиной, но, приняв его за обычного гостя, не распрашивали по поводу его личности.
Супруги Ташджиян подвергали себя и свою малолетнюю дочь большому риску, так как за укрытие у себя еврея им грозила депортация в концлагерь и смертная казнь. Однако они сознательно пошли на это и не только не брали с Валентина никакой оплаты, но и делились с ним всем, что у них было, несмотря на обширный дефицит и недостаток еды.
Скидельский остался после войны жить в Австрии, женился, и впоследствии у него родилось трое детей.
Муж Фелиции Арам Ташджиян умер в 1976 году, самой Фелиции не стало в 2000 году.
25 декабря 1992 года израильский Мемориал Холокоста Яд ва-Шем удостоил Арама и Фелицию Ташджиян почётного звания «праведник народов мира».